# Synodontis notatus
Synodontis notatus — вид риб з роду Synodontis родини Пір'явусі соми ряду сомоподібні. Інші назви «сизий синодонтіс», «одноплямистий синодонтіс».

## Опис
Загальна довжина сягає 25 см. Голова коротка, трохи сплощена зверху. Вона має кістковий, видовжений виступ. Очі великі. Є 3 пари вусів, з яких 1 пара на верхній щелепі є довгою. На верхній щелепі зуби короткі та конусоподібні. На нижній щелепі вони рухливі, — утворюють S-подібну форму. Тулуб присадкуватий, сильно стиснутий з боків. У самців плавці більш довгі. Перший промінь спинного та грудних плавців зазубрений. Спинний плавець великий. Жировий плавець доволі невеличкий, розташовано близько до хвостового плавця. Грудні плавці витягнуті. Черевні плавці маленькі. Анальний плавець помірної довжини. Хвостовий плавець сильно розрізаний.
Забарвлення рожевувато-сіре з 1 плямою з боків (іноді зустрічаються особини з 2—3 плямами).

## Спосіб життя
Є бентопелагічною рибою. Зустрічається у річках з помірною течією та рясною рослинністю. Дорослі особини є територіальними. Вдень ховається серед корчів, скелястих утворень. Активна в присмерку та вночі. Живиться личинками комах, молюсками, дрібними ракоподібними, водоростями.

## Розповсюдження
Мешкає у басейні річки Конго (річках Касаї, Убангі, Луфіра, оз. Малебо) — в межах Республіки Конго та Демократичної республіки Конго.